# شغرور
شُغْرُور (الاسم العلمي: Cyrtandra) (من اللاتينية الجديدة، مشتق من اليونانية κυρτός ، kyrtós ، «منحني»، و، anḗr ، «ذكر»، في إشارة إلى الأسدية المنحنية بشكل بارز)، جنس من النباتات المُزهرة التي تشتمل على قرابة 600 نوع، مع اكتشاف المزيد من أنواعه في كثير من الأحيان، ولذلك فهو أكبر جنس في فصيلة الغزنرية. هذه النباتات موطنها جنوب شرق آسيا وأستراليا وجزر المحيط الهادئ، ومركز منشئهُ في جنوب شرق آسيا ومنطقة ماليزيا (تشمل إندونيسيا وماليزيا وبروناوي والفلبين). الجنس شائع، لكن العديد من أنواعه نادرة جدًا، وموضعية، ومهددة بالانقراض. يمكن أن يكون من الصعب التعرف على أنواعه لأنها متعددة الأشكال بشدة ولأنها تتهجن بسهولة مع بعضها البعض. قد تكون نباتات عشبية صغيرة أو كرومًا أو شجيرات أو نبات هوائي أو أشجارًا. يتميز الجنس جزئيًا بوجود سديتين، ومعظم الأنواع لها أزهار بيضاء، مع وجود عدد قليل من الأنواع ذات أزهار باللون الأحمر والبرتقالي والأصفر والوردي. تعيش جميع الأنواع تقريبًا في موائل الغابات المطيرة.
إنهُ مثال على جنس الجوال الفائق.
يعرف الشغرور عند الهاوائيون باسم هايوال.